# Huracán Lothar

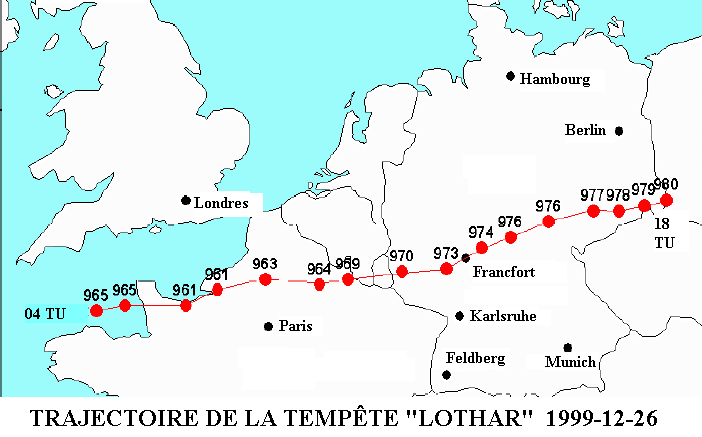
Trayectoria.

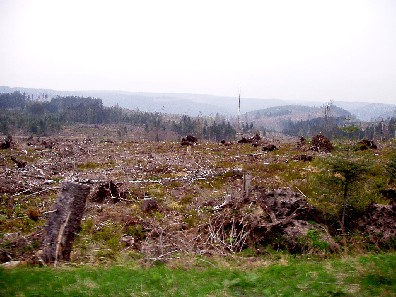
Selva Negra después de Lothar, el 29 de abril de 2004.

Lothar es el nombre dado por los meteorólogos europeos a un huracán que se desarrolló como consecuencia de un sistema de baja presión sobre el Atlántico Norte el 25 de diciembre de 1999. En unas pocas horas la presión atmosférica bajó rápidamente y el 26 de diciembre de 1999 un huracán causó graves daños en Francia, el sur de Alemania y Suiza.